# Kenneth Sillito
Kenneth Sillito (* 5. března 1939 Newcastle upon Tyne) je anglický houslista a dirigent.

## Životopis
Narodil se v dělnické rodině Waltera a Margaret Sillitových. Vyrůstal v Stakefordu.
Studoval na Royal Academy of Music u Davida Martina (1911–1982) a v Římě u Remy Prìncipeho (1889–1977).
Jeho první pozice byla v English Chamber Orchestra, který posléze vedl až do roku 1973.
V roce 1966 založil Gabrieli String Quartet, zde byl primárius až do roku 1986.
V roce 1971 byl zvolen členem Royal Academy of Music (FRAM).
V roce 1980 začal spolupracovat s Akademií sv. Martina v polích, kterou posléze i dirigoval a které se stal uměleckým ředitelem spolu s Ionou Brown. Rovněž řídil Chamber Ensemble Akademie sv. Martina v polích. S Akademií spolupracoval až do roku 2012.

## Dílo
Během své kariéry se podílel na velkém množství hudebních nahrávek. V listopadu 2019 vyšla jeho autobiografie a memoáry From the Leader's Chair.

## Ocenění
V roce 2017 obdržel Cobbettovu medaili za službu komorní hudbě od Worshipful Company of Musicians.